# Collage (The Chainsmokers)
Collage è il secondo EP del duo The Chainsmokers. È stato pubblicato il 4 novembre 2016 dalla Disruptor e dalla Columbia Records.

## Tracce
1. Setting Fires (featuring Xylø) – 4:07
2. All We Know (featuring Phoebe Ryan) – 3:14
3. Closer (feat. Halsey) – 4:04
4. Inside Out (featuring Charlee) – 3:54
5. Don't Let Me Down (feat. Daya) – 3:28